# Paulsen-Effekt
Der Paulsen-Effekt beschreibt das Phänomen der verzögerten Aufnahme von Erkenntnissen und sozialen Fortentwicklungen in Bildungssystemen. Er ist benannt nach dem deutschen Philosophen und Pädagogen Friedrich Paulsen. Im Vorwort zur ersten Auflage der Geschichte des gelehrten Unterrichts auf den deutschen Schulen und Universitäten (1885) stellte er fest:

„Der gelehrte Unterricht ist der allgemeinen Kulturentwickelung beständig, wenn auch in einigem Abstand, gefolgt“

Wolfgang Sünkel plädierte dafür, den Begriff des Paulsen-Effekts anstelle der verbreiteten Bezeichnung „Paulsensches Gesetz“ zu verwenden, da Paulsen kein Gesetz im eigentlich Sinne formuliert habe.